# 潘本愚
潘本愚（1417年—1467年），字克明，廣東惠州府博羅縣人。明朝政治人物、進士出身。

## 生平
正統九年（1444年）甲子科應天府鄉試第四十五名。景泰二年（1451年）登進士，担任給事中，前往占城，封摩訶貴由為王。此后任福建兴化府知府，为政廉明。成化二年（1466年）调任漳州府知府，未半年即卒。